# Gooseberry Hill
Gooseberry Hill är en del av en befolkad plats i Australien. Den ligger i kommunen Kalamunda och delstaten Western Australia, omkring 18 kilometer öster om delstatshuvudstaden Perth. Antalet invånare är 3 209.
Runt Gooseberry Hill är det tätbefolkat, med 459 invånare per kvadratkilometer.. Närmaste större samhälle är Perth, omkring 18 kilometer väster om Gooseberry Hill.
I omgivningarna runt Gooseberry Hill växer huvudsakligen savannskog. Genomsnittlig årsnederbörd är 951 millimeter. Den regnigaste månaden är september, med i genomsnitt 168 mm nederbörd, och den torraste är februari, med 12 mm nederbörd.